# Mario Meyer
Mario Meyer (auch Möhrli; * 16. November 1979 in Wien) ist ein österreichischer Inline-Skaterhockeyspieler auf der Stürmer-Position, der seit der Gründung 1995 bei den Vienna 95ers unter Vertrag steht. 

## Karriere
Mario Meyer spielte von 1995 bis 2010 als Kapitän bei den Vienna 95ers in der österreichischen Bundesliga, nach einer Verletzung am Ellbogen hat er sich in die Nationalliga zurückgezogen. 2005 wurde er zum ersten Mal in den Kader der österreichischen Nationalmannschaft einberufen.

## Statistik
Stand: 8. Juni 2011
| Saison | Tore | Assists | Strafminuten | Spiele |
| ------ | ---- | ------- | ------------ | ------ |
| 2011   | 20   | 23      | 6            | 9      |